# Успенский, Николай Митрофанович
Никола́й Митрофа́нович Успе́нский (28 января (9 февраля) 1875, Каладжинская, Кубанская область, Российская империя — 17 декабря 1919 года, Екатеринодар, Кубанская народная республика) — казацкий государственный и военный деятель. Второй атаман Кубанской народной республики, член Кубанского Войскового правительства по военно-морским делам.

## Биография
Николай Митрофанович Успенский родился 9 февраля 1875 года.
Закончил Ставропольскую классическую гимназию, Михайловское артиллерийское училище и Николаевскую академию Генерального штаба — в 1905 году.
Принимал участие в русско-японской и Первой мировой войнах: с 1915 года командовал 1-м Хопёрским полком Кубанского казачьего войска. В 1917 году был произведён в генерал-майоры. В том же году был назначен на должность начальника штаба 4-й Кубанской казачьей дивизии.
С 1 ноября 1917 года и по январь 1918 года служил заведующим военными делами в Кубанском Войсковом правительстве. Участвовал в Первом Кубанском походе во время Гражданской войны в России.
С января по май 1918 года служил офицером в Кубанской армии под командованием генерала Покровского, а с ноября 1918 по май 1919 года командовал Сводной казачьей дивизией. С июня 1919 года временно командовал Сводным 4-м конным корпусом в Кавказской армии. 11 ноября того же года был избран атаманом Кубанского казачьего войска.
Николай Митрофанович Успенский умер 17 декабря 1919 года от сыпного тифа в Екатеринодаре (Краснодаре). Похоронен в склепе Екатерининского кафедрального собора Краснодара.